# Terminator Salvation (videogioco)
Terminator Salvation è uno videogioco d'azione, sparatutto in terza persona, commercializzato il 19 maggio 2009, in concomitanza con l'uscita dell'omonimo film. È stato sviluppato da Halcyon Company e da GRIN, mentre è stato pubblicato da Equity Games. Il gioco è stato commercializzato per Xbox 360, PlayStation 3, PC, Mobile e per iPhone. Il gioco richiede approssimativamente quattro ore per essere completato e non c'è alcun extra se non la possibilità di rigiocarlo in un altro livello di difficoltà. Tutte le azioni principali sono spiegate e rappresentate attraverso i pensieri del capo della squadra e dalle chiamate radio che fanno periodicamente.
Ambientato nel 2016 a Los Angeles, è situato fra gli eventi narrati in Terminator 3 - Le macchine ribelli e Terminator Salvation. Il gioco segue le gesta del protagonista John Connor (Gideon Emery) e della sua squadra, costituita da Blair Williams (Moon Bloodgood), Barnes (Common) e Angie Salter (Rose McGowan). Comunque, Christian Bale rifiutò di dare la sua voce e le sue sembianze al protagonista di gioco. Rose McGowan è nel gioco, prestando la sua voce all'esclusivo personaggio di gioco Angie Salter. Common e Moon Bloodgood danno la propria voce ai personaggi che sono sia nel gioco e nel film (rispettivamente, Barnes e Blaire).

## Modalità di gioco
Questo è un gioco dove il giocatore ha bisogno costantemente di "muoversi, sparare, cercare riparo e utilizzare la squadra per avanzare." Il giocatore deve combattere contro Skynet e le sue macchine assassine, alcune provenienti dal film e altre esclusivamente create per il gioco.
Il gioco contiene una campagna che può essere giocata da soli o con un'altra persona via split-screen. La versione cooperativa del gioco permette al giocatore principale di vestire i panni di John Connor, mentre quello secondario della compagna di squadra Blair Williams.
Il gioco utilizza un sistema di copertura e sistema di movimento differente da quello visto in Gears Of War e Brother in Arms: Hell's Highway, dove viene data al giocatore la possibilità di evitare attraverso diverse forme di copertura il fuoco nemico, e di venire fuori solamente per attaccare. Stare coperti è vantaggioso, perché il giocatore rigenera la sua vita solamente quando non ricevono danno per un certo ammontare di tempo (come visto in Call of Duty e Halo). Inizialmente il giocatore è equipaggiato solamente con un fucile d'assalto M4, mentre le altre armi come lanciarazzi, lanciagranate, fucile a pompa e mitragliatore pesante come varie tipi di bombe, potranno essere ottenute con l'avanzare del gioco. L'intelligenza artificiale dei nemici è relativamente forte, essendo in grado di scoprire la locazione del giocatore in modo realistico (che non è onniscienza ma semplice uso dei loro sistemi di ricognizione audio).

## Trama
Il gioco comincia con la guerra tra umani e macchine. John Connor ripensa ai giorni passati a prepararsi alla futura battaglia, ma sta cominciando a perdere speranza dal grande numero di uomini persi. Mentre sta ritornando in un punto di evacuazione con Blair Williams e altri soldati, questi combattono per scappare dalle macchine, ma scoprono che non ci sono elicotteri che li stanno aspettando. Invece di scappare con un camion, il gruppo attacca un aerial Hunter Killer. Dopo che John Connor dirige l'attacco per distruggere l'aerial, un T-600 (conosciuto anche col nome di Walker) appare e uccide membri del team e dà la caccia ai combattenti della resistenza rimasti. Infine Blair e John distruggono la macchina.
La squadra viaggia sottoterra, poi sopra di nuovo, mentre combattono le macchine. Il soldato Marks rimane ucciso da un'imboscata delle macchine, ma il trio che sopravvive riesce a raggiungere il punto di evacuazione, incontrando altri soldati. Gli aerostati attaccano e Connor, Williams, Rogers e gli altri vanno allo scoperto per proteggerli. Rogers rimane ucciso nel vivo della battaglia. Una squadra della resistenza capitanata dal soldato David Weston (Sean Cory Cooper) chiede aiuto, ma la trasmissione si perde. Il team allora prova a creare un posto sicuro per l'atterraggio dell'elicottero. L'elicottero atterra, salva i sopravvissuti, ma Connor e Williams stanno indietro per salvare il team di Weston. Fortunatamente, il duo sopravvive a un attacco di un Harvester, che distrugge l'elicottero. Scappando dall'Harvester, si rifugiano nelle fogne. Un gruppo di salvataggio, Epsilon, ha un chopper abbattuto, così il duo controlla la zona in cerca di sopravvissuti. Riescono infine a recuperare quattro soldati, Angie (Rose McGowan), uno sconosciuto, Deckard (Joe Camareno) e Dobkin (Nolan North). Nel frattempo arrivano le macchine e devono combattere, e un soldato muore. Decidono allora di cercare riparo in un vecchio avamposto militare della Resistenza, si riorganizzano, si rifocillano e si separano. Il duo deve arrivare a Skynet mentre l'altra squadra va in cerca di aiuto. Deckard rimane ucciso da un T-600, e i soldati rimanenti sono costretti a ritirarsi. Decidono però di distruggere due T-600. Devono ritirarsi, ma senza via d'uscita, così sono costretti a distruggere l'ultimo T-600 rimasto. Dobkin rimane mortalmente ferito nella battaglia, così abbandona il gruppo e gli altri tre procedono.
Il trio procede verso Skynet mentre si difendono reciprocamente. Decidono di andare verso una torre così possono vedere le pattuglie di Skynet per fare un piano al fine di salvare Weston. Incontrano però un nuovo nemico: Un Replicante T-600 con pelle di gomma, che fortunatamente il trio distrugge. Connor avverte gli altri di una possibile minaccia, un nuovo cyborg con pelle umana viva e ricreata artificialmente: il T-800. Raggiungono la torre, e mentre salgono incappano in un aerial, ma Connor, Williams e Angie riescono ad annientarlo. Ci sono troppe macchine nelle strade, così i tre decidono di arrivare a Union Station usando la metropolitana abbandonata, seguendo le tracce lasciate da Skynet.
Mentre attraversano le buie vie della metropolitana, il team arriva in un campo di superstiti. All'inizio sembra che, i reduci, non si fidino tanto dei tre (a causa dei nuovi T-600 con la pelle di gomma), ma fanno in modo di guadagnare la loro fiducia. I sopravvissuti raccontano che non sono in battaglia con Skynet da lungo tempo. Il capo, chiamato Warren (Ed O'Ross), li conduce a Barnes (Common), che li cura dalle ferite. Le macchine irrompono e Connor, Williams e Barnes combattono contro le macchine mentre Warren e Angie evacuano l'area. Barnes rivela che veramente le macchine arrivano circa ogni 2 mesi. Il gruppo distrugge tutte le macchine con delle granate, e riescono a fuggire col treno. Connor e Williams difendono il treno con un lanciamissili. La smettono di soccorrere altra gente dalle macchine e hanno successo. Infatti scappano, ma il treno deraglia, così vanno a piedi fino a un deposito di cibo, incontrandosi con altri soldati. Warren guida uno scuolabus, mentre Connor e Willian lo difendono. Dopo che hanno messo al sicuro il bus, si separano. Warren li ringrazia dicendo che se vogliono, potranno venire a trovarli quando vorranno. Warren nutre però ancora forti dubbi sul loro piano, spiegando che non potranno più comunicare finché le antenne di Skynet stanno ancora in piedi. Barnes si aggiunge alla battaglia, dicendo che è stanco di correre.
Mentre combattono numerose macchine per infiltrarsi nell'avamposto Skynet, l'allarme viene accidentalmente provocato da Connor quando ruba importanti documenti, di grave importanza per il successo della missione. Mentre Barnes prepara gli esplosivi, Connor, Angie e Blair tengono occupati i T-600, che cominciano ad arrivare in massa e sempre meglio armati. Quando gli esplosivi sono stati innescati con successo, scappano per mezzo di un ascensore. Comunque, col pannello per l'attivazione collocato fuori, Angie si sacrifica così che Connor e gli altri possano tornare in superficie. John è turbato dalla sua colpevolezza, ma Blair gli spiega che ha aiutato Angie a lottare e a vincere, e lei gli ha fatto credere che l'umanità possa davvero vincere.
Connor sta preparando ciò che dovrebbe essere un veicolo, e chiama la sua base, dicendo che gli serve forza aerea per salvare il team di Weston. Linda (colei che risponde) dice che c'è un problema, ed è dovuto alla presenza di un Harvester. Non sarà un problema, dice Connor, perché quest'ultimo lo riprogramma per arrivare a Skynet. Sebbene tutto funzioni perfettamente, non si ha controllo delle torrette. Nonostante tutto, riesce a salvare il team di Warren, dopodiché si scusa.
Adesso devono prima localizzare e distruggere le torrette antiaeree di Skynet. Poi distruggere quattro aree pullulanti di macchine, e infine penetrare. Purtroppo il blindato si danneggia troppo. Connor suggerisce allora che potrebbero disattivarle andando a piedi. Connor, Barnes e Williams arruolano altri tre soldati nei paraggi, per disattivare le torrette e trovare gli uomini di Weston. Warren e gli altri avvertono Connor di distruggere le macchine il prima possibile.
Il gruppo procede arrivando alla base di Skynet e distruggono tutte le macchine, così trovano Weston e i suoi uomini. Gli uomini di Warren li scorteranno fino ai veicoli, mentre Connor, Williams, Weston e Barnes attraversano i tunnel di servizio per disattivare le torrette.
I quattro tentano di arrivare alla sala di controllo. Connor spegne le torrette per pochi minuti, abbastanza tempo per salvarli e scappare da Skynet. La squadra prova a scappare dalla base prima di distruggerla. Una volta distrutta, coi quattro salvi, tornano al campo della resistenza. Connor racconta, dicendo che ha acquistato fede da ciò che è nel futuro, invece di ciò che è nel passato. La sua creazione è stata pensata per essere potente.

## Sviluppo
Il gioco era stato inizialmente annunciato il 15 novembre 2007, quando la Halcyon Company aveva anche annunciato la formazione della Halcyon Games, la branca dello studio che si occupa di videogiochi. Il gioco è stato già in sviluppo per vari mesi alla GRIN e alla Halcyon Games, molto prima che il film avesse luogo. Peter Levin, un esecutivo della Disney, sarà a capo della Alcyon Games come incaricato CEO. La CEO ha rivelato che la Halcyon ha deciso di sviluppare il gioco internamente piuttosto che con contratti con altri studio per creare il gioco.
Sebbene la modalità multiplayer è stata originalmente pensata è stata chiaramente annullata per permettere al gioco di essere pubblicato su elenco. Cos Lazouras, sviluppatore della Halcyon, ha dichiarato: "È mia opinione fare meno ma meglio, che più ma mediocre. Abbiamo creato una locale Co-op che è incredibilmente cool."

## Voci degli attori
Il cast completo che è scritto nel sito ufficiale:
- Gideon Emery interpreta John Connor - un ufficiale della Resistenza che è stato prescelto come salvatore dell'umanità in seguito all'olocausto nucleare provocato da Skynet e dai suoi Terminator.
- Moon Bloodgood interpreta Blair Williams - Un'alleata di Connor e soldato fedele
- Rose McGowan interpreta Angie Salter - Un soldato problematico. Tende a non combattere per prima, ma sarà una leale compagna di squadra col progredire della storia.
- Common interpreta Barnes - Un soldato clandestino superstite che si unisce al team di Connor
- Sean Cory Cooper interpreta David Weston - Un soldato della Resistenza che Connor e Williams tentano di salvare da Skynet.

## Recensione
Terminator Salvation ha ricevuto recensioni negative dalla critica. Game Rankings dà alla versione Xbox 360 un 55.67%, alla versione PS3 un 51%, e alla versione PC un 50%. Il recensore di GameSpot Chris Watters l'ha valutato con un 5 su 10 citando la ripetitività dei combattimenti, visuale mediocre, scarsa longevità, e per finire Christian Bale non ha prestato la sua voce al John Connor del gioco. Hilary Goldstein of IGN gli ha dato un 6.3 su 10 per la passabile visuale, buona A.I. dei nemici e completa assenza di valore di replay. L'ha criticato anche perché la voce di Bale non era presente. Nella recensione del video, IGN non ha apprezzato l'assenza della voce di Bale, ma ha apprezzato il sistema di copertura.